# Bunocephalus doriae
Bunocephalus doriae es una especie de pez de la familia Aspredinidae en el orden de los Siluriformes.

## Morfología
• Los machos pueden llegar alcanzar los 8,3 cm de longitud total.

## Alimentación
Se nutre principalmente de larvas de quironómidos y de oligoquetos, además de larvas de insectos acuáticos.

## Hábitat
Es un pez de agua dulce y de clima tropical.

## Distribución geográfica
Se encuentran en Sudamérica:  cuencas de los ríos  Paraguay,  Paraná y  Uruguay.